# Ranunculus bilobus
Ranunculus bilobus là một loài thực vật có hoa trong họ Mao lương. Loài này được Bertol. miêu tả khoa học đầu tiên năm 1858.